# Gouda (Käse)

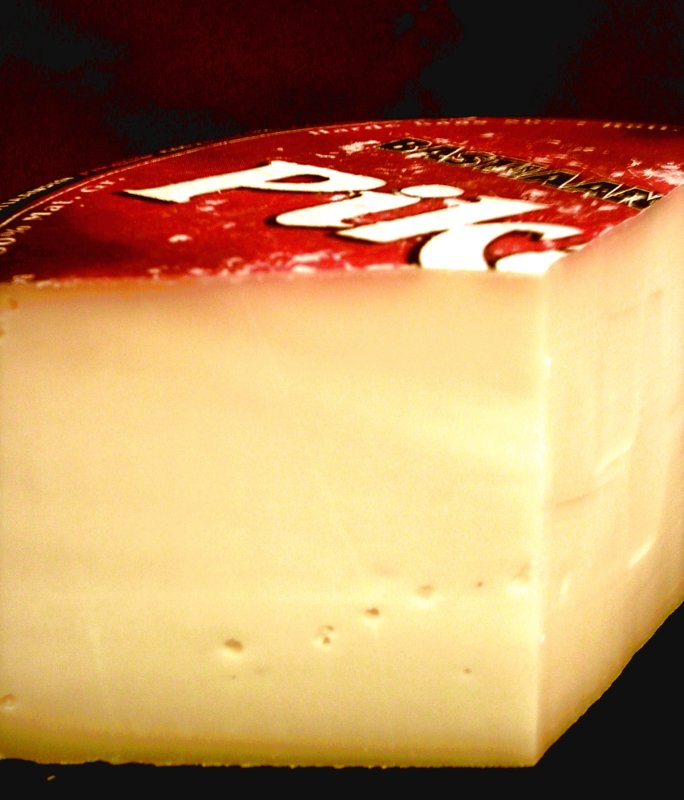
Gouda

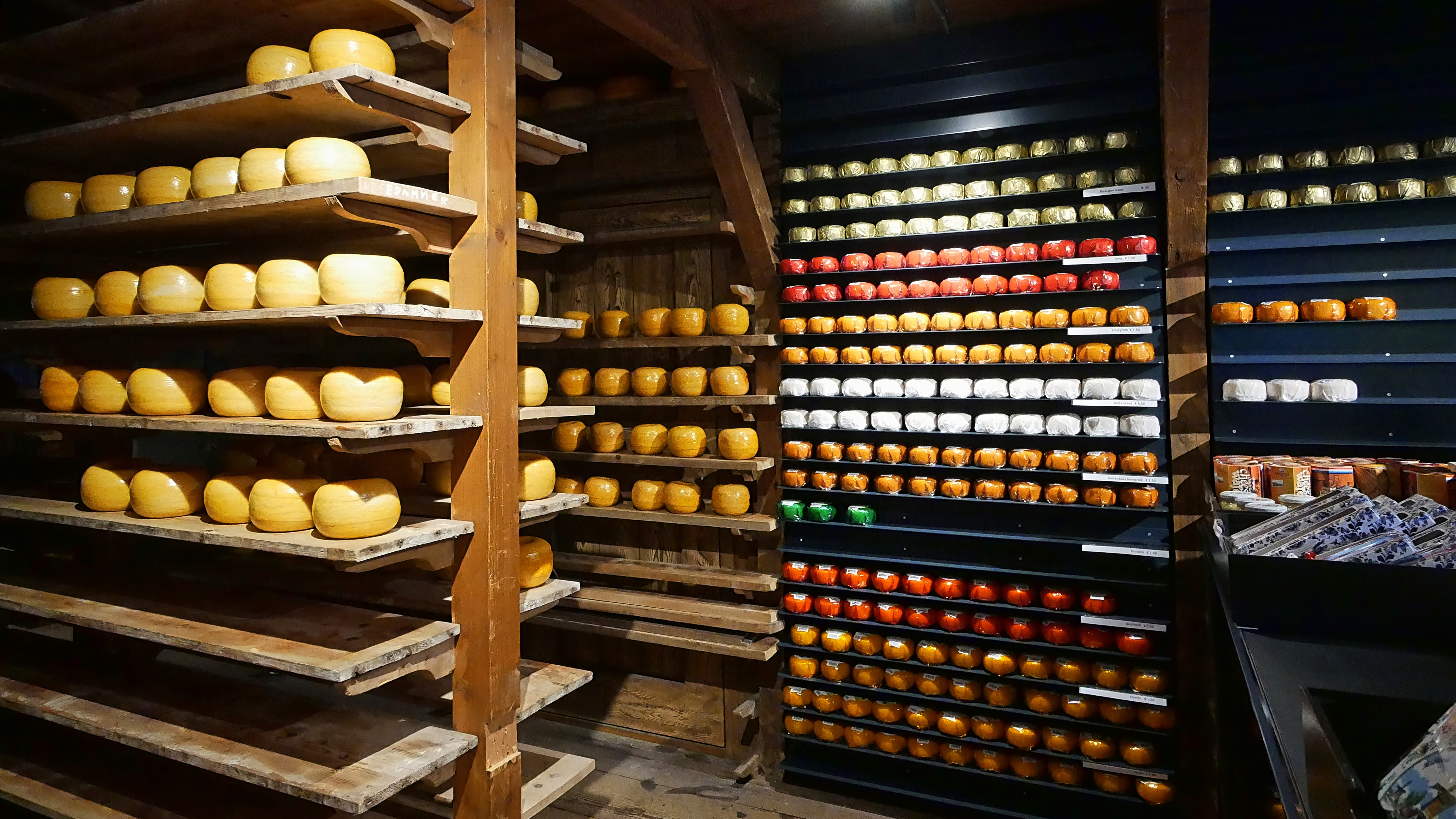
Käseladen im Zuiderzeemuseum

Gouda (niederländisch Goudse kaas) ist die Bezeichnung für verschiedene Schnittkäse, die nach dem Vorbild eines traditionell aus der niederländischen Stadt Gouda stammenden Käses produziert werden. Heute wird Käse unter dem Namen Gouda international produziert, während der Gouda Holland seit 2010 als geschützte geographische Angabe (g.g.A.) eingetragen und geschützt ist. Darüber hinaus gibt es den Noord-Hollandse Gouda, der seit 1996 ein Produkt mit geschützter Ursprungsbezeichnung  ist.
In den Niederlanden wird zwischen dem Goudse boerenkaas (Gouda-Bauernkäse), der traditionell auf verschiedenen Bauernhöfen hergestellt wird, und dem industriell hergestellten Goudse kaas unterschieden. Auch in Deutschland wird Gouda industriell produziert.

## Geschichte
Der Gouda stammt ursprünglich aus den Städten Stolwijk und Haastrecht, aus der Region Krimpenerwaard südlich der gleichnamigen Stadt Gouda, im Westen der Niederlande. Seinen Namen verdankt er auch dieser, von deren Markt aus sich der Ruf dieses Käses in alle Welt verbreitet hat. Die erste urkundliche Erwähnung des Gouda-Käses findet sich bereits 1184. Damit ist Gouda eine der ältesten schriftlich belegten Käsesorten, die bis in unsere Zeit hergestellt und gehandelt werden.

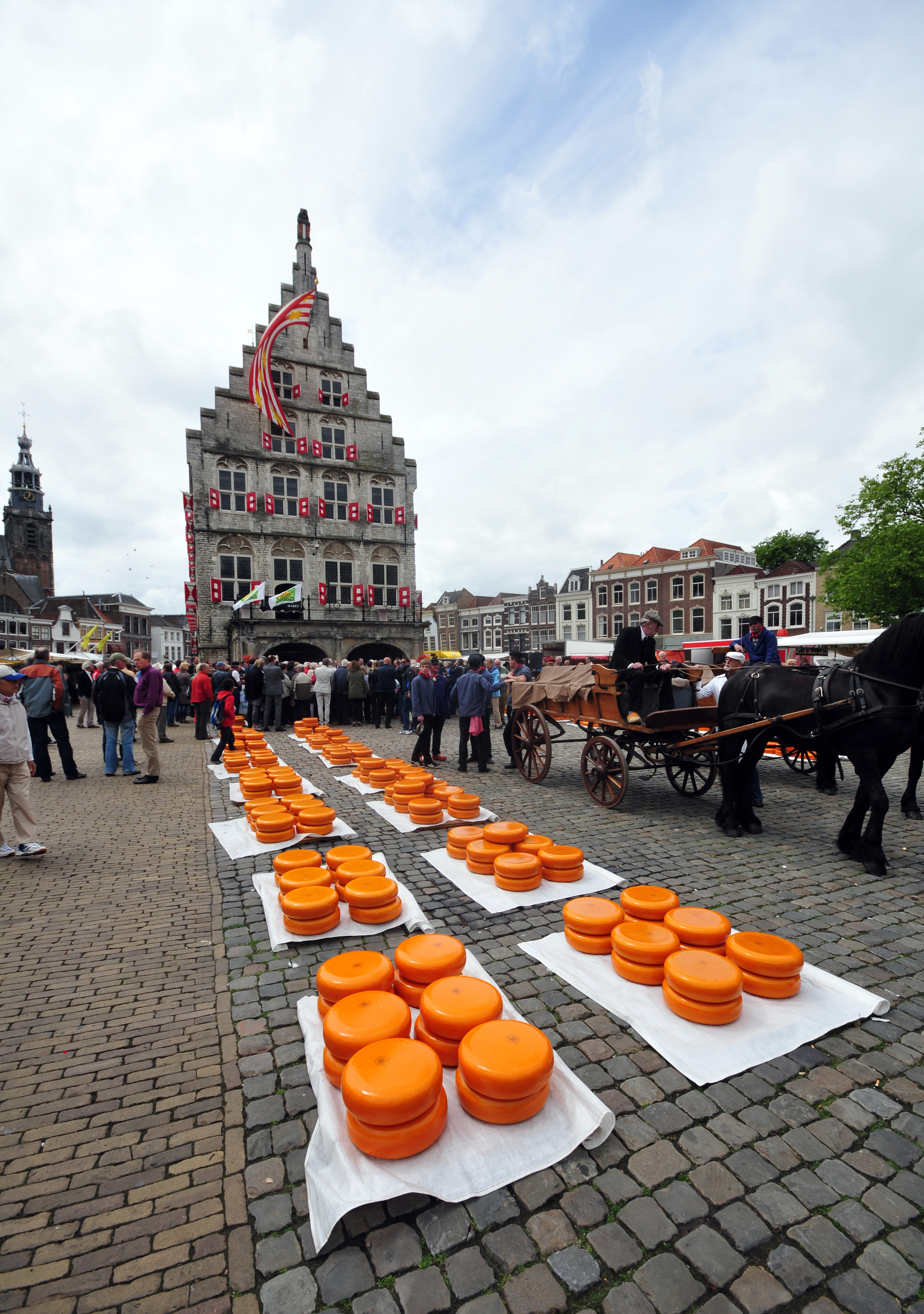
Käsemarkt in Gouda

Seit 2010 ist Gouda Holland als geschützte geographische Angabe (g.g.A.) eingetragen und auf diese Weise herkunftsrechtlich EU-weit geschützt. Noord-Hollandse Gouda wiederum ist seit 1996 als geschützte Ursprungsbezeichnung (g.U.) eingetragen.

## Herstellung

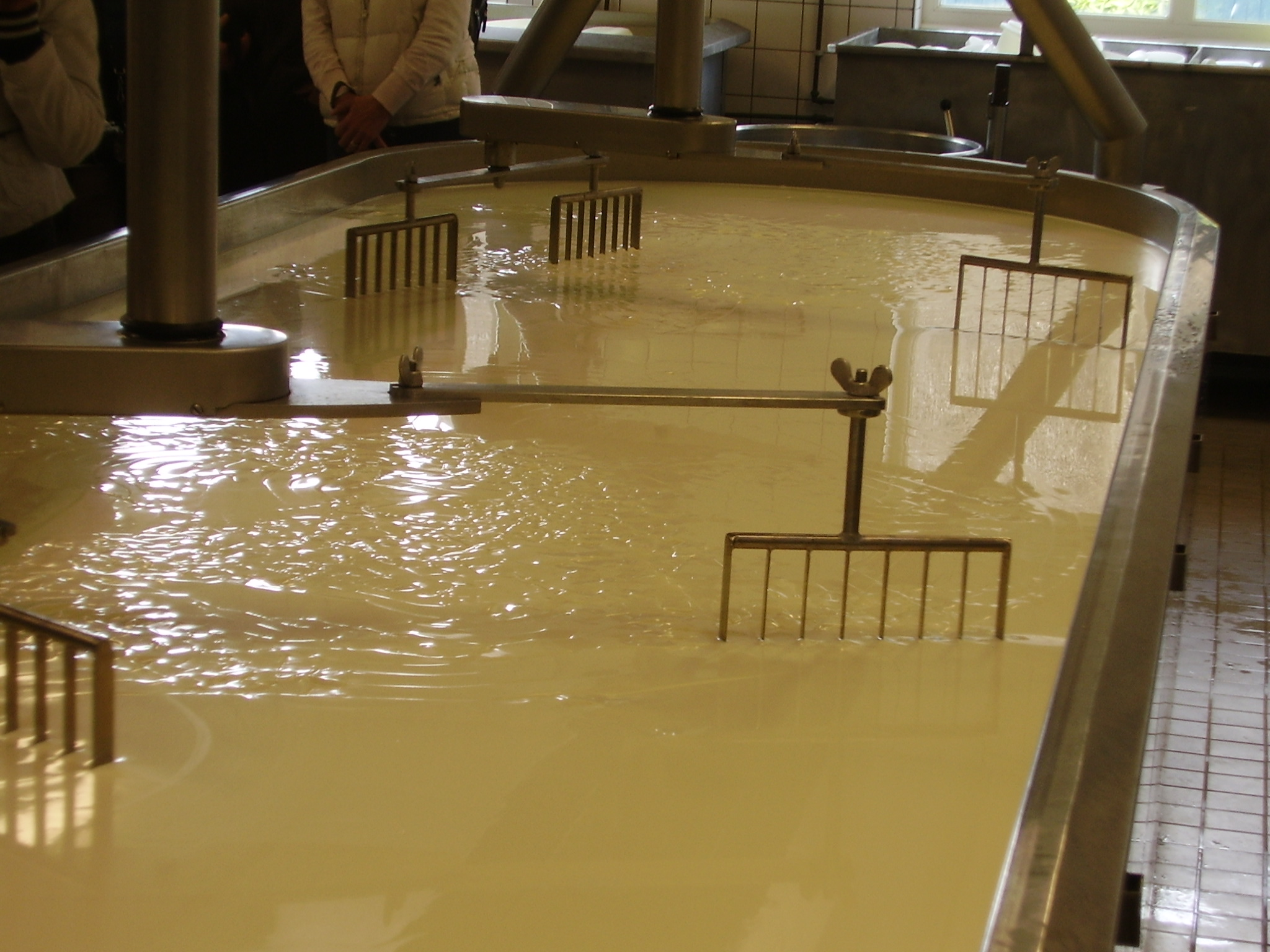
Gouda-Produktion

Beim Käsen von Gouda wird zunächst gekühlte Milch des Vorabends mit frischer Milch gemischt und auf rund 30 °C erwärmt. Nach der Zugabe von Lab und Milchsäurebakterien gerinnt die Milch innerhalb einer halben Stunde zur Dickete. Durch fortgesetztes Schneiden der Dickete zum Käsebruch mit Hilfe einer Käseharfe bei wiederholtem Abschöpfen der Molke wird dem Bruch Flüssigkeit entzogen, bis er die gewünschte Konsistenz erreicht hat. Danach wird er in Formen gepresst, die typischerweise rund sind, und nach einer Ruhezeit in Lake gebadet. Danach lagert man ihn in kühlen Reifekellern mindestens fünf Wochen bis zur gewünschten Reife.
Je nach Dauer der Reifezeit unterscheidet man im Handel zwischen jungem (vier bis acht Wochen), mittelaltem (zwei bis sechs Monate) und altem Gouda (gewöhnlich sechs bis acht Monate, manchmal auch länger, etwa beim über zweijährigen Landana 1000 Dagen). Länger als ein Jahr gereiften Gouda findet man unter den Bezeichnungen überjährig oder Gouda uralt ebenfalls im Handel. Solcher Käse hat dann eine zunehmend kristalline Struktur ähnlich dem Parmigiano Reggiano oder Sbrinz und schmeckt ausgesprochen würzig, teilweise bilden sich kleine Körner aus auskristallisierten Salzen.
Dieser Käse lässt sich dann kaum mehr in dünne Scheiben schneiden, er wird als Bröckelgouda in dicke Scheiben geschnitten und zum Verzehr in kleine Stücke gebrochen. Als Baby-Gouda bezeichnet man 3 Wochen alten Käse. Dieser wird auch als Schneller Käse bezeichnet. In Holland als Lunchkäse bezeichnet, trägt er in Deutschland auch die Namen Geheimratskäse, Deichgrafenkäse oder Deichhauptmannskäse.
Nur 2 Prozent des Goudas sind aus handwerklicher Produktion, der größte Teil wird industriell hergestellt. Industrieller Käse hat häufig keine Rinde, sondern reift in Folie oder in einer Wachshülle. Außerdem werden gelegentlich Varianten produziert mit diversen geschmacksgebenden Zusätzen wie Gewürzen, Kräutern, Chili etc.

## Geschmack
Junger Gouda schmeckt rahmig und mild, die Käsemasse ist weich bis fast cremig und von fast weißer bis hellgelber Farbe. Erst bei längerer Reifezeit entwickelt sich ein zunehmend kräftiger, würziger Geschmack. Gleichzeitig wird der Käse trockener und dunkelt zu einem intensiven Goldgelb. Überjähriger Gouda schmeckt intensiv würzig und leicht scharf.
Eine weitere im Handel unterschiedene Geschmacksrichtung stellt der Maigouda dar, der aus der mildaromatischen Milch gekäst wird, welche die Kühe geben, nachdem sie – meist Anfang Mai – das erste Mal nach dem Winter mit Silagefütterung auf Weiden im Freien wieder Gras zu fressen bekommen. Der Maigouda enthält wie die Milch, aus der er hergestellt wird, einen etwas höheren Fettanteil und schmeckt besonders rahmig-mild.

## Inhaltsstoffe
Gouda enthält je 100 Gramm 41,5 g Wasser, 27,4 g Fett, 24,9 g Eiweiß und 2,2 g Kohlenhydrate (davon 2,2 g Zucker). Der Energiegehalt beträgt 1490 kJ (= 356 kcal). Der Käse enthält vor allem Vitamin A und einige B-Vitamine, hier insbesondere Vitamin B12.

## Weitere Zutaten
Oft werden diesem Käse Zusatzstoffe beigemischt, um ein besseres Aussehen oder eine längere Haltbarkeit zu erreichen.
- Kochsalz
- Farbstoffe: Annatto (E 160b)
- Konservierungsstoffe: Natriumnitrat (E 251), Natamycin (E 235)